# هضبة إسكيلين

خريطة تخطيطية لروما تظهر التلال السبعة و الجدار السرفياني

هضبة إسكيلين هي هضبة تقع منطقة العاصمة الإيطالية روما .بني الكثير من الأماكن الأثرية والدينية منذ عصر الإمبراطورية الرومانية وحتى وقت متأخر، ومن أهم الأبنية التي انشئت على الهضبة : الكولوسيوم وايضا شارع النصر وقصر نيرون و بازيليك القديسة مريم الكبرى .

## الجغرافية
تعد الهضبة امتداد لاحد هضبات روما السبع التي بنيت عليها روما ،ومعدل ارتفاع الهضبة عن سطح البحر حوالي 50 متر .وتطل على منطقة روما الريفية والتي تدعى ” كامبانيا ” . تقع سلسلة جبال الأبروزي إلى الشرق من الهضبة، في الشمال الشرقي تقع جبال سابينه وفي الجنوب تقع جبال الألب.

## وصلات خارجية
- الزيارة الأولى للبابا فرنسيس لبازيليك القديسة مريم الكبرى الواقعة على هضبة إسكيلين.